# Nissan Sentra
El Nissan Sentra es un coche fabricado por Nissan desde 1982. Originalmente fue clasificado como un automóvil subcompacto (segmento B) pero para el modelo 2000 se reclasificó como compacto (segmento C). Hasta 2006, el Sentra era una versión reetiquetada de exportación del japonés Nissan Sunny, pero desde el modelo 2013, el Sentra es una versión reetiquetada de exportación del Nissan Sylphy.
El nombre Sentra no se usa en Japón. Muchos países de América del Sur venden sus versiones del Sunny como Sentra. En México, las primeras tres generaciones del Sentra se llamaron Nissan Tsuru (japonés: 日産・つ	る Nissan Tsuru?) (grulla en japonés), y la generación B13 se vendió bajo ese nombre hasta 2017, junto con los modelos actualizados con nombre Sentra.
En América del Norte, el Sentra sirve actualmente como el auto compacto de Nissan, a pesar de ser clasificado como automóvil mediano por la EPA debido a su volumen interior desde el modelo 2007. A pesar de que los primeros Sentras eran subcompactos, el Sentra ha crecido con los años, y el Nissan Versa ha ido reemplazándolo como el vehículo de entrada de la marca.
El nombre Sentra fue creado por Nissan por Ira Bachrach de NameLab. Bachrach describe el origen diciendo que: "Nissan quería que los clientes entendieran que era bastante seguro incluso para ser pequeño. La palabra Sentra suena como central y como centinela, lo que evoca imágenes de seguridad."

## Serie B10
Fue lanzado inicialmente en Japón, en abril de 1966 como Nissan Sunny y exportado como Datsun 1000. Venía en dos versiones de carrocería: una de dos puertas (B10) y una familiar (VB10). Eran impulsadas por un motor A10 de 988 cc de desplazamiento que producía 56 caballos de fuerza. En equipamiento tenía dos versiones, la DX, o deluxe y la estándar. La primera generación no fue vendida en los Estados Unidos ni en México, pero si en Canadá, Panamá, Europa y en varios lugares más.
Para el modelo de 1968 recibe un nuevo motor con el desplazamiento similar pero con un carburador más capaz que le permitía más potencia. En octubre de 1967 aparece la versión de cuatro puertas (B10) como modelo 1968 en versiones estándar y deluxe, para octubre de 1968, como modelo 1969, aparece la versión coupé (KB10), conocido en el mercado japonés como el Sunny Coupe, el cual estuvo disponible en una amplia variedad de equipamientos desde la versión standard hasta la versión GL, que significaba gran lujo.
Todos los modelos recibieron nuevas parrillas y luces de cola, también se incluyeron las luces de reversa del modelo familiar en estos cambios. El único país que recibió el modelo cupé fue Australia, donde fue renombrado como el Datsun 1000 Coupe; venía bien equipado y sólo estaba disponible la versión Deluxe, el motor era de alta compresión gracias a un carburador Hitachi diferente y una doble salida de escape. Estos cambios incrementaron la potencia a 66 HP (unos 4 HP sobre los otros modelos). A diferencia de otros modelos el cupé fue el único hecho con volante a la derecha.
En julio de 1969 salieron al mercado los modelos 1970 (con ligeros cambios cosméticos) a pesar de que el modelo 1969 llevaba apenas 9 meses en el mercado, no se adicionaron más modelos y la producción cesó en diciembre de 1969 con apenas seis meses de producción del modelo 1970.

## Nissan/Datsun Sunny

### Serie B110
Una nueva versión del Sunny fue presentada en 1970 con la denominación B110, también conocido en algunos países como Datsun 1200. Esta versión incorporaba una mejora del motor A10, el A12 (1171 cc), y fue comercializado en versiones sedán y cupé.
Este nuevo modelo era levemente más grande en todas las dimensiones para emparejar a su rival en el mercado, el igualmente popular Toyota Corolla. Ofrecía suspensión delantera del tipo MacPherson e incluía la opción de frenos de disco delantero y un económico motor Nissan A-12 de 1.2. Se ofrecían modelos de 3 y 5 puertas.

#### Datsun 1200
El Datsun 1200 era el vehículo más económico en combustible de los Estados Unidos en 1973, alcanzando las 28.7 mpg (millas por el galón)en ciudad y 37.9 mpg en carretera según la clasificación del gobierno de EE. UU.
Al momento de su introducción en Estados Unidos, su costo era de $1866.

### Serie PB110
Nissan introdujo el nuevo coupé a la línea de comercialización en abril de 1971 con el Sentra 1400. Los motores dejaron de pertenecer a la serie A, con un nuevo motor 1428 cc SOHC que entregaba entre 85 a 95 caballos de fuerza, dependiendo de la preparación con la que fuese solicitada.

### Serie B210
La tercera generación del Sunny aparece en 1973, cuando se lanza la serie B210, comercializándose bajo dicho nombre en los Estados Unidos. Sus carrocerías eran sedán de cuatro puertas, coupé de dos puertas y hatchback de tres puertas, con denominaciones Standard, Deluxe, GL (KPB210) y GX. En julio de 1976, aparece en Japón el Sunny 1400 GX-T, cual fuera la primera versión realmente deportiva de la gama Sentra, ahora conocida como SE-R.
El modelo continuó sin cambios significativos hasta 1976, cuando una nueva serie de motores fue incorporada al modelo, brindándoles a los clientes una gama de motores desde 1.1 litros hasta 1.6

### Serie B310

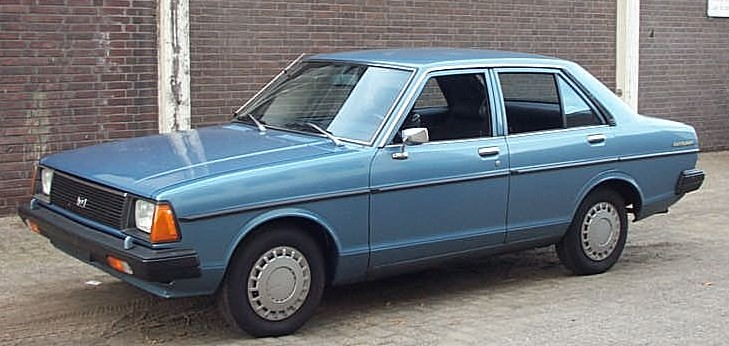
1980 Datsun Sunny/150Y.

En 1980, una nueva generación del Sunny aparece, con varias modificaciones estéticas y el uso por primera vez de la inyección electrónica de combustible en el motor A14, lo que propiciaba mejores prestaciones reduciendo los consumos aún más. Se ofertaba en carrocerías coupé de dos puertas, sedán de cuatro puertas, hatchback de dos puertas, y por primera vez, un estate/familiar.

## Primera generación (Serie B11, 1982)
Hasta esta fecha, todos los modelos del Sunny habían sido impulsados por tracción trasera, hasta la aparición en 1982 de la totalmente nueva generación de este auto: el B11, el cual estaba propulsado por motores de cuatro cilindros en línea puestos posición horizontal de la serie EE13 de 1270 cc y por otro con la misma configuración pero de 1487 cc, denominado E15, bajo el esquema de motor en posición transversal y tracción delantera. Este fue igualmente el primer automóvil en ser comercializado bajo la marca Nissan, en lugar de Datsun, como en modelos anteriores. En este mismo año, aparece la denominación Sentra SE-R de manera oficial para el mercado de los estadounidenses. Este automóvil se produjo y comercializó en México bajo el nombre de Nissan Tsuru y Tsuru Samurai. En algunos mercados se comercializó una motorización a diésel de 1.7 L CD 17. Las cajas de cambios disponibles fueron una manual de 4 velocidades, estando disponibles una manual de 5 velocidades o una automática de 3 velocidades como equipo opcional. Esta generación igualmente se caracterizó por tener frenos de disco delanteros como equipo de serie y suspensión independiente en las 4 ruedas.
Es así como esta es la primera generación del Sentra propiamente. Se presentó en Estados Unidos en mayo de 1982 como reemplazo directo del Datsun 210. El modelo se importaba inicialmente desde Japón, donde se fabricaba en la planta de Zama. Estuvo disponible en cuatro estilos de carrocería (sedán dos puertas, sedán cuatro puertas, vagoneta cinco puertas y hatchback cupé tres puertas), fue el segundo carro comercializado por Nissan en Estados Unidos bajo un nombre de modelo en vez de un número. El primero siendo el Nissan Stanza presentado en 1981 en el Salón del Automóvil de Nueva York de 1981 como modelo 1982. Mientras que los modelos previos del Sunny usaban una configuración de motor delantero y tracción trasera, el Sentra B11 fue el primero en usar una configuración de motor delantero, tracción delantera. La elección de motor fue un E15 1.5 L de cuatro cilindros SOHC de Nissan, que reemplazaba a la vieja serie A OHV. Este tenía cámaras de combustión semi-hemisféricas, válvulas de admisión de alto giro y sistema de escape semi-dual para proveer un fuerte torque en bajas y medias revoluciones. El pico de torque era 85 lbft a 3200 rpm. Las opciones de transmisión incluían manual de 4 y 5 velocidades o una automática de 3 con bloqueador de convertidor de par. El coeficiente de arrastre era 0.39 para el cupé y 0.40 para los sedanes.
El Sentra rápidamente se volvió un éxito, en parte debido al atractivo de un bajo consumo de combustible. En su primer año de ventas, ya era el auto de importación más vendido en los Estados Unidos y el cuarto vehículo de pasajeros más vendido en general (junto con el anterior 210), con un total de 191 312 unidades vendidas entre ambos carros. El Sentra terminó el año 1983 siendo el octavo automóvil de pasajeros más vendido, con 209 889 unidades.
En abril de 1985 Nissan comenzó la producción del Sentra en la planta de Smyrna, Tennessee, después de una inversión de 85 millones de dólares. El modelo 1985 recibió únicamente cambios exteriores menores: faros estilizados aerodinámicamente, una nueva parrilla y neumáticos de pared negra que reemplazaron a los viejos de pared blanca. Se presentó una opción SE deportiva. El SE solo estuvo disponible para el modelo hatchback de dos puertas e incluía rines de acero, pintura negra en la parte baja de la carrocería y parrilla oscurecida. Además, las transmisiones automáticas eran opcionales en todos los Sentras con excepción del sedán base dos puertas, el MPG Diesel y el SP cupé. Los precios comenzaban desde los 5499 dólares. El motor diésel fue descontinuado en el mercado estadounidense poco después. La revista Consumer Reports clasificó la confiabilidad del B11 como "mejor que el promedio" en 1985.

### México
En México se llamó Nissan Tsuru, disponible como sedán de 2 o 4 puertas y vagoneta o guayín (familiar), mientras que el coupé fastback recibe el nombre de llamó Nissan Tsuru Samurai. Se encargó de reemplazar a los Datsun 160 J, 180 J y Datsun Samurai (Violet 180 J hatchback 5 puertas). Fueron fabricados y comercializados localmente entre 1984 y 1987. Inicialmente el motor disponible es un 1.5 L que se volvió famoso por su gran rendimiento de combustible. Para el modelo 1987 el motor se reemplaza con un 1.6 L. Ese mismo año surge sobre la base del Tsuru Samurai el Nissan Ninja Turbo, inspirado en el Nissan Sunny Leprix Turbo para el mercado japonés. Para el mercado mexicano se le dota de un turbocompresor al motor 1.6 carburado, dando una potencia de 90 caballos de fuerza. Estos Ninja Turbo son una rareza ya que sus números de producción fueron muy pequeños. Para el año modelo 1988 se reemplaza por el Nissan Tsuru II (Sunny B12).

## Segunda generación (Serie B12, 1986)
Esta generación trajo consigo una multitud de estilos de carrocería que ya tenía el B11, incluyendo vagoneta, sedán dos o cuatro puertas, hatchback tres puertas y el sport cupé con cuerpo de hatchback. El chasis del B12 fue producido y comercializado en 1986. Para su modelo 1987, todos los Sentras venían de serie con el motor E16 de 69 hp (excepto el Sport cupé y la vagoneta de tracción integral, que venían con motores E16i con inyección en el cuerpo de aceleración) y transmisión manual de cinco velocidades. En 1988, todos los Sentras tenían el E16i. Los motores diésel también se ofrecieron en algunos modelos, pero eran raros y solo disponibles en Norteamérica en los modelos 1987 y en ciertas partes del mundo. De 1989 a 1990, la única opción de motor era el GA16i de 90 hp, un predecesor SOHC de 12 válvulas del GA16DE.
El chasis B12 sería el último en ofrecer un modelo vagoneta, que se comercializó como el "California" en algunos mercados asiáticos. Incluso más raros son las versiones de tracción integral de la vagoneta, ofrecidas como opción en 1987, 1988, 1989. Estos modelos tenían un módulo de transferencia de rango sencillo activado eléctricamente para activar de manera independiente las ruedas traseras suspendidas, haciendo que el que el auto fuera un vehículo de tracción en las cuatro ruedas (pero no exactamente un tracción integral).
En 1989 se dio un pequeño cambio al estilo de carrocería del Sentra sedán, pues se presentaron unas luces de esquina frontales más redondas y una defensa frontal y luces traseras reestilizadas en la fascia trasera. El logo de Nissan en la parrilla frontal se reubicó del lado derecho al centro. En 1990 se agregaron cinturones de hombro retractables eléctricamente, así como arneses de tres puntos para los pasajeros traseros, excluyendo al pasajero del asiento de enmedio.
El Sport cupé era un estilo más deportivo del Sentra. No compartía ningún componente de la carrocería con el modelo estándar ya que compartía la carrocería del nissan sunny rz-1, el nissan hikari y el nissan sunny gti. El sentra cupe solo fue vendido por dos años a partir de 1987, estuvo disponible con el E16 (más básico), E16i y el GA16i. Todos los Sport cupé tenían barras de balance dobles, espejos de ajuste remoto, y clúster de instrumentos con tacómetro. El modelo SE añadía características como aire acondicionado y bocinas traseras. Todos los Sentras B12 usaban el mismo arnés de cableado, sin importar las opciones instaladas en cualquier vehículo en particular.
En Japón fue vendido por poco tiempo el Nissan Sunny RZ-1, el cual compartía solo la carrocería, ya que este contaba con el motor CA18; el RZ-1 llevaba un body kit que incluía faldones, alerón y defensas modificadas.
Las motorizaciones corren a cargo de varios motores todos con 1.6 L de desplazamiento, variando por las características de alimentación, siendo inyección de combustible en los Estados Unidos, Japón y Canadá con 8, 12 o 16 válvulas, de aspiración normal o turbo dependiendo la versión y de carburador de doble garganta para el resto del mundo con algunas excepciones. De 1986 a 1987 los motores de 8 válvulas "E16S" salieron equipados con carburador en 3 versiones: Federal, California y Canadá existiendo evidentes diferencias entre cada carburador. Cabe mencionar que el tipo de inyección para el Sentra versión estadounidense es electrónica, la línea de 1988 usa motor E16 y las líneas 1989 y 1990 el GA16i. Los Sentras del 90-93 son mexicanos. En México el Hikari de 1991 y 1992 fue el único modelo que contaba con inyección electrónica E16E (tapa roja) y en su versión más completa salieron equipados con turbo.
Los B12s son conocidos por su confiabilidad y excelente economía de combustible, y los entusiastas los consideran buenos carros proyecto de bajo presupuesto debido a la posibilidad de intercambiar partes entre generaciones y con otros modelos de Nissan.
En Canadá el B12 sedán de cuatro puertas permaneció disponible hasta modelo 1993. En esencia era un Nissan Tsuru II reetiquetado construido en México, se llamaba Sentra Classic para distinguirlo del modelo B13 que salió en 1991. Reemplazó al Nissan Micra hatchback 3 y 5 puertas que fueron descontinuados en ese tiempo como modelos líderes en precio. Todos los modelos "Classic" 1991-1993 venían con el motor E16i de 70 hp y la elección entre dos transmisiones, una manual de 5 velocidades o una automática de 3 velocidades.

### Latinoamérica
En México se llamó Nissan Tsuru II, disponible como sedán de 2 o 4 puertas y vagoneta (o guayín), mientras que el cupé se llamó Nissan Hikari. Fueron fabricados y comercializados localmente entre 1988 y 1991. Para 1988 estuvo disponible para el Tsuru II 4 puertas y para el Hikari la opción de un motor 1.6 L Turbo EGI en una versión muy rara y deportiva. Fue uno de los carros más confiables en su tiempo en México, siendo un gran éxito en ventas. Esta generación también se exportó a algunos mercados centro y sudamericanos como Perú, Chile y Bolivia. En Chile el automóvil hecho en México recibió el nombre de "Sentra" y estuvo disponible de octubre de 1987 hasta 1993. El Sentra fue el auto más vendido en Chile en 1991 y 1992.

### Galería
|                                         |
| Nissan Sentra 2 puertas 1987–1988 (EUA) |

|                                           |
| Nissan Sentra Sport Coupé 1987–1988 (EUA) |

|                                  |
| Nissan Sentra XE 3 puertas (EUA) |

|                                        |
| Nissan Sentra vagoneta 1989–1990 (EUA) |

|                                                    |
| Nissan Sentra Sport Coupé 1989–1990 (Norteamérica) |

|                                              |
| Nissan Sentra sedán 1989–1990 (Norteamérica) |

## Tercera generación (Serie B13, 1990)
El sedán venía de serie con un motor GA16DE de cuatro cilindros 16 válvulas y 1.6 litros con 110 hp y 108 lbft de inyección a gasolina. En Estados Unidos se vendía en modelo base, E, XE, SE y GXE. El GXE venía con un paquete eléctrico que incluía ventanas, seguros y vidrios eléctricos mientras que los XE, SE y SE-R venían con techo panorámico opcional o estándar y rines de aleación. Los modelos cuatro puertas tenían cinturones de hombro frontales motorizados. La versión de corta vida del Sentra B12 hatchback tres puertas no fue reemplazada esta generación, y la versión deportiva cupé fue reemplazada por el Nissan NX. En México su lanzamiento fue en 1992 con el motor E16S y las versiones eran GS, GST y GSX.
Para el modelo 1992 (producción de agosto de 1991 a julio de 1992) el espejo de vanidad del lado del pasajero y las molduras negras en los costados de la carrocería se volvieron estándar en el Sentra de dos puertas.El paquete de opción de valor (aire acondicionado, control crucero, y sistema estéreo) se extendió a los modelos SE. Se abandonó la transmisión automática de tres velocidades opcional en el E cupé y se presentó una automática de 4 velocidades, compartida con otros modelos.

### Rediseño
A partir de la producción de agosto de 1992, el B13 recibió un rediseño para el modelo 1993. Todos los Sentras recibieron actualizaciones interiores y nuevas fascias frontales y traseras. Una bolsa de aire para el conductor también se volvió estándar en el GXE y opcional en el resto de la gama de 1993. Se añadió un modelo limitado XE para el cupé y el sedán.
Estrenó además un sistema de inyección electrónica y elevó su potencia hasta los 93 caballos. Mecánicamente, destacaba por su suspensión independiente en ambos ejes, lo que el daba un manejo muy balanceado.
Para los modelos 1994 (producción de agosto de 1993), se volvió estándar un refrigerante libre de CFC en los modelos equipados con aire acondicionado. Los modelos XE obtuvieron más equipo estándar que incluía aire acondicionado, control de crucero y reproductor de casete. Se abandonó la versión XE limitada en 1994. En mayo de 1994, se lanzó un modelo limitado 1994.5 como reemplazo tardío, que iba a llegar a principios de 1995.

### Sentra B13  Tsuru - Coupé

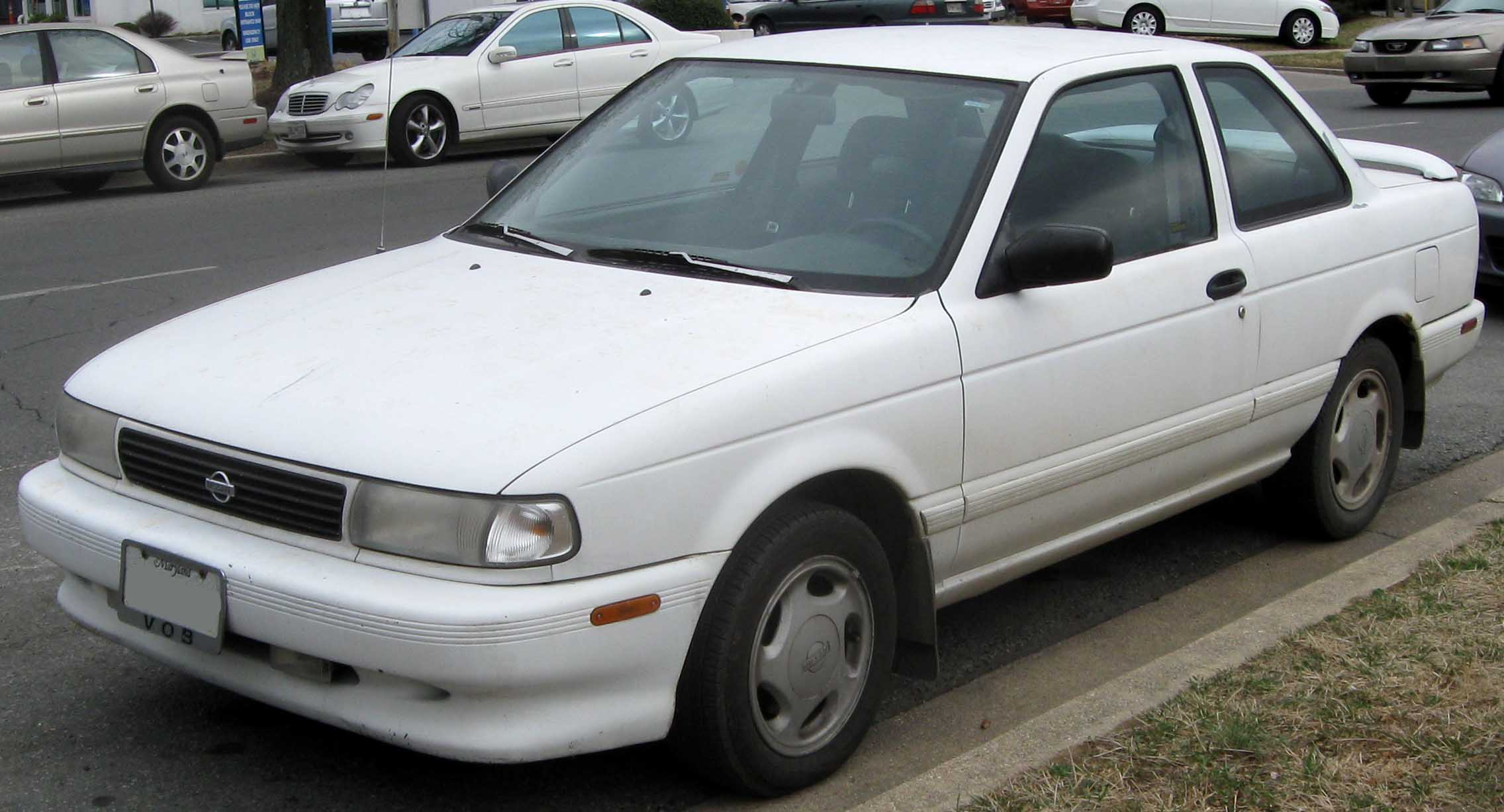
Nissan Sentra B13 Tsuru Coupé

El B13 fue el primer auto de Nissan en ofrecer el famoso y entonces nuevo motor GA16DE en el modelo de deportivo de dos puertas SE-R. Colocando récords de velocidad para los autos del segmento B de ese tiempo, el Sentra SE-R venía con 140 hp a las 6400 rpm y 132 lbft de torque a las 4800 rpm. Podía acelerar de 0 a 100 km/h en 7.6 segundos y hacer el cuarto de milla en 15.8 segundos. Tenía además frenos de disco en las cuatro ruedas y suspensión independiente MacPherson. Para mejorar aún más el manejo tenía un buen diferencial limitador de deslizamiento, que era equipamiento estándar en el SE-R. El SE-R B13 entrega 11 L/100 km (9 km/l) en la ciudad y 8.1 L/100 km (12.3 km/l) en carretera.
El Coupe se conoció como Nissan Tsuru en México y era tan avanzado que fue elegido como auto del año de 1993, al mismo tiempo que en Estados Unidos, donde se le conocía como Sentra SE-R fue catalogado como uno de los mejores deportivos compactos de su época. El sistema antibloqueo de frenos que era opcional para las versiones SE-R y GXE.

### Nissan Tsuru GS/V16/Sentra (1992–2017)
El Sentra B13 mexicano se vendió en México por 25 años así como en partes de Asia, África, Medio Oriente, Centro y Sudamérica. Conocido como Nissan Tsuru en México, Nissan V16 en Chile y Sentra B13 países de Centro y Sudamérica y Sentra Clásico en Perú y la República Dominicana. Los vehículos Tsuru destinados para el mercado mexicano se modificaron por Nissan Mexicana específicamente para el mercado de este país y en su mayor parte eran idénticos al modelo 1991 excepto por una nueva transmisión/embrague de Renault, sistemas electrónicos hechos en México actualizados y mejoras cosméticas y ergonómicas menores.

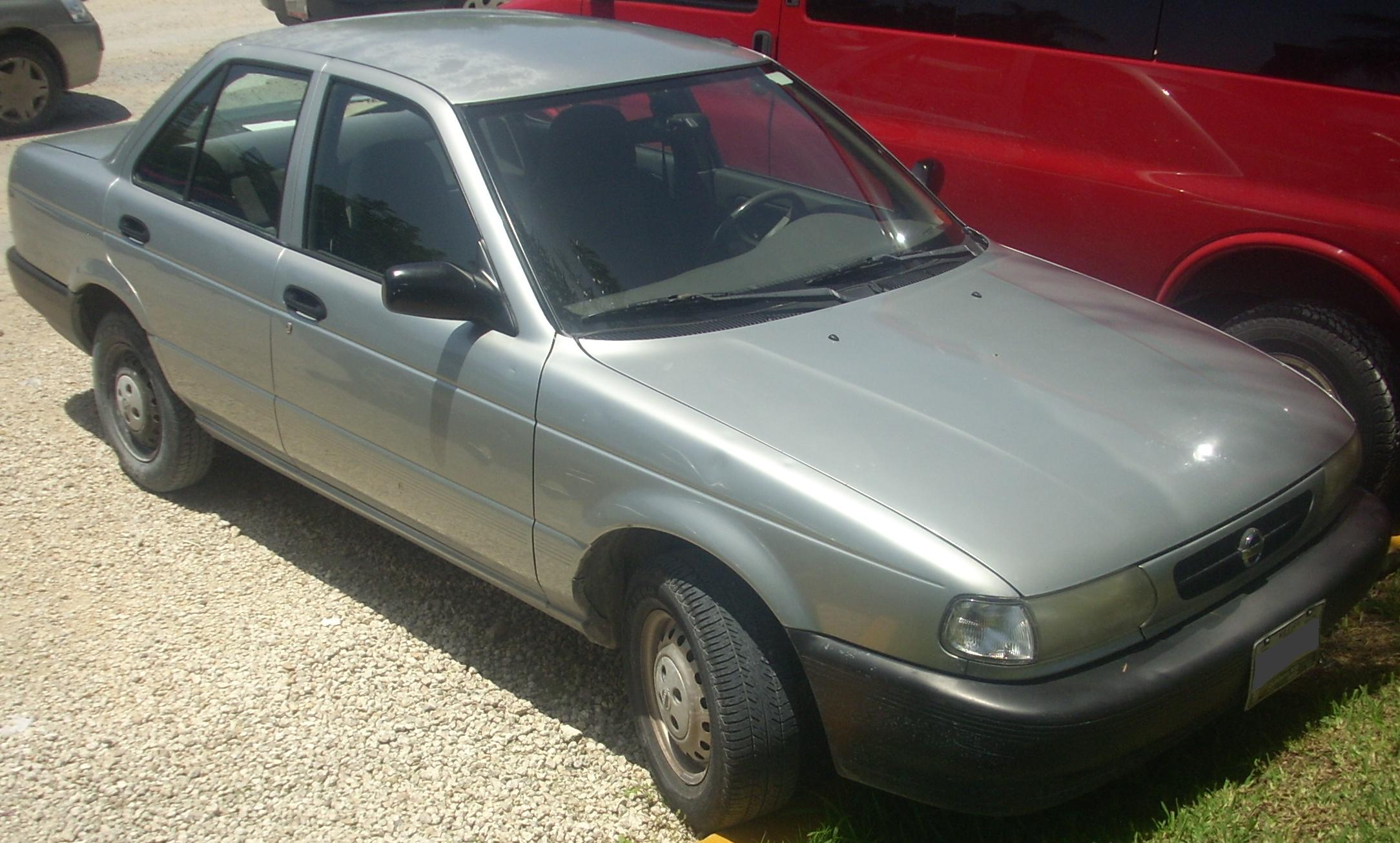
Nissan Tsuru 2002–2004.

El Tsuru fue el carro más popular en México de 1997 hasta 2011, cuando fue superado por el Volkswagen Jetta de fabricación mexicana. La versión de exportación a Oriente Medio y África era el mismo coche básico solo con cambios cosméticos menores y desactualizaciones mecánicas para hacerlo más barato, como dirección no asistida, menos equipo interior, un sistema de frenos más simple y embrague mecánico en vez de hidráulico.
Su precio asequible, economía de combustible relativamente buena, fácil mantenimiento y amplia disponibilidad de refacciones lo hicieron un vehículo popular para los conductores de taxi de familias de bajos recursos en México, Sudamérica, Centroamérica y el Caribe. El Tsuru se usó de manera muy común como librea de taxi en México como reemplazo del Volkswagen Beetle (o Vocho). Igual que su predecesor, los Tsurus se veían comúnmente en el sureste de los Estados Unidos pues los mexicanos pueden conducirlos en EUA siempre y cuando tengan documentos de registro válidos (es ilegal venderlos o exportarlos a los Estados Unidos pues no cumplen los requisitos de seguridad del DOT, por ejemplo, bolsas de aire y control electrónico de estabilidad y tienen menos de 25 años). Debido a las regulaciones de seguridad automotriz más estrictas en México a partir de 2019, la producción del Tsuru se descontinuó en mayo de 2017 pues el Tsuru carecía de bolsas de aire y frenos antibloqueo. Una edición especial conmemorativa limitada a 1000 carros salió a la venta en marzo de 2017.

#### Comercialización en México (Nissan Tsuru)

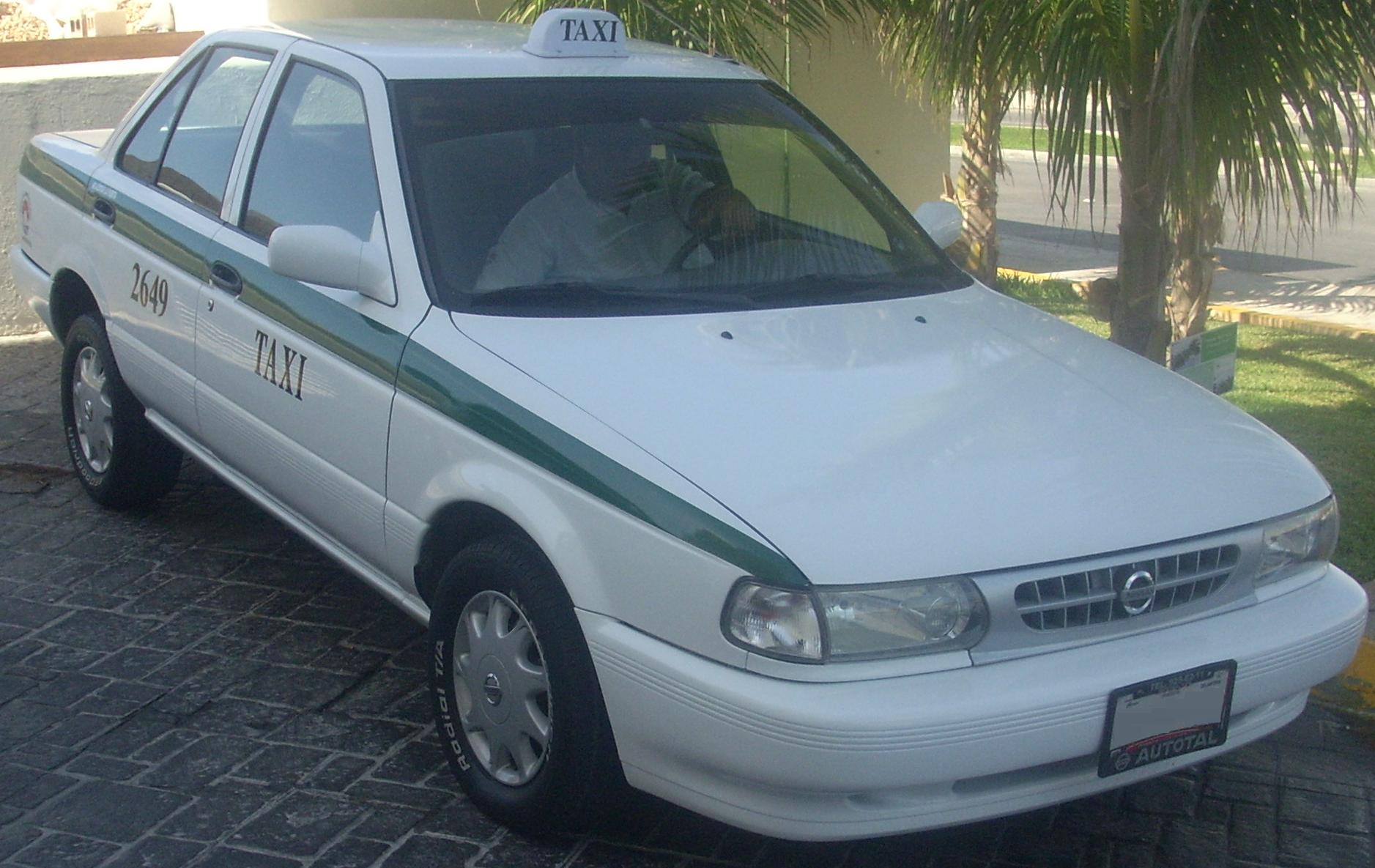
Nissan Tsuru taxi en Cancún.

El Sentra/Tsuru es un automóvil consolidado en México, ya que cuenta con una larga trayectoria desde 1984 y tres generaciones de este modelo dan bastante fe de su resistencia y gran confiabilidad como vehículo automotor. En 2001 sufrió un segundo "abaratamiento" que le retiró elementos de comodidad, equipamiento e incluso de seguridad. A partir de 2003 se convirtió en el gran favorito de quienes buscaban un buen espacio interior y robustez a un precio asequible.
En el 2001 recibe un ligero rediseño frontal, y en 2005 nuevamente es sometido a una actualización estética que se mantiene vigente hasta el 2017, cuando cesa su producción. En total en el mercado mexicano se vendieron más de 2.4 millones de unidades.

#### Comercialización en Bolivia
En Bolivia se vendió el Nissan Sentra (B13) desde el 1992, el (B11) y (B12) se llamaban Nissan Sunny; las 3 versiones fueron fabricadas en México. El Nissan Sentra (B13) viene con el motor 1.6 cc y 16 válvulas. Algunas unidades fabricadas en Japón (Sunny) y Estados Unidos fueron importadas por particulares. Las versiones japonesas vienen con motor 1.3 y 1.5 cc Tracción delantera y Tracción Total. Se vendió oficialmente la versión familiar AD WAGON (Y10), llamada en otros países Tsubame México, Sunny Traveler Europa y California en Japón.
- Se vendieron paralelamente el Sentra (B13) y el (B16)
- Las unidades fabricadas en Japón traen el logotipo de Sunny
- No se vendió el Sentra (B13) 2 puertas
- Las primeras versiones importadas eran Ex Saloon y Super Saloon. Equivalentes en México a GST (Ex Saloon) y GSX (Super Saloon)
- La versión familiar AD WAGON (Y10) solo se vendió la versión de lujo. Equivalente en México GSX y Japón Sunny California
- La Policía Nacional uso patrullas Nissan Sentra B13
- Solo se importa una sola versión sedan 4 puertas en transmisión manual de 5 velocidades
- Algunos particulares importaron el SENTRA de EE. UU. en versiones XE, GXE 4 puertas y el SE-R 2 puertas

#### Comercialización en Chile

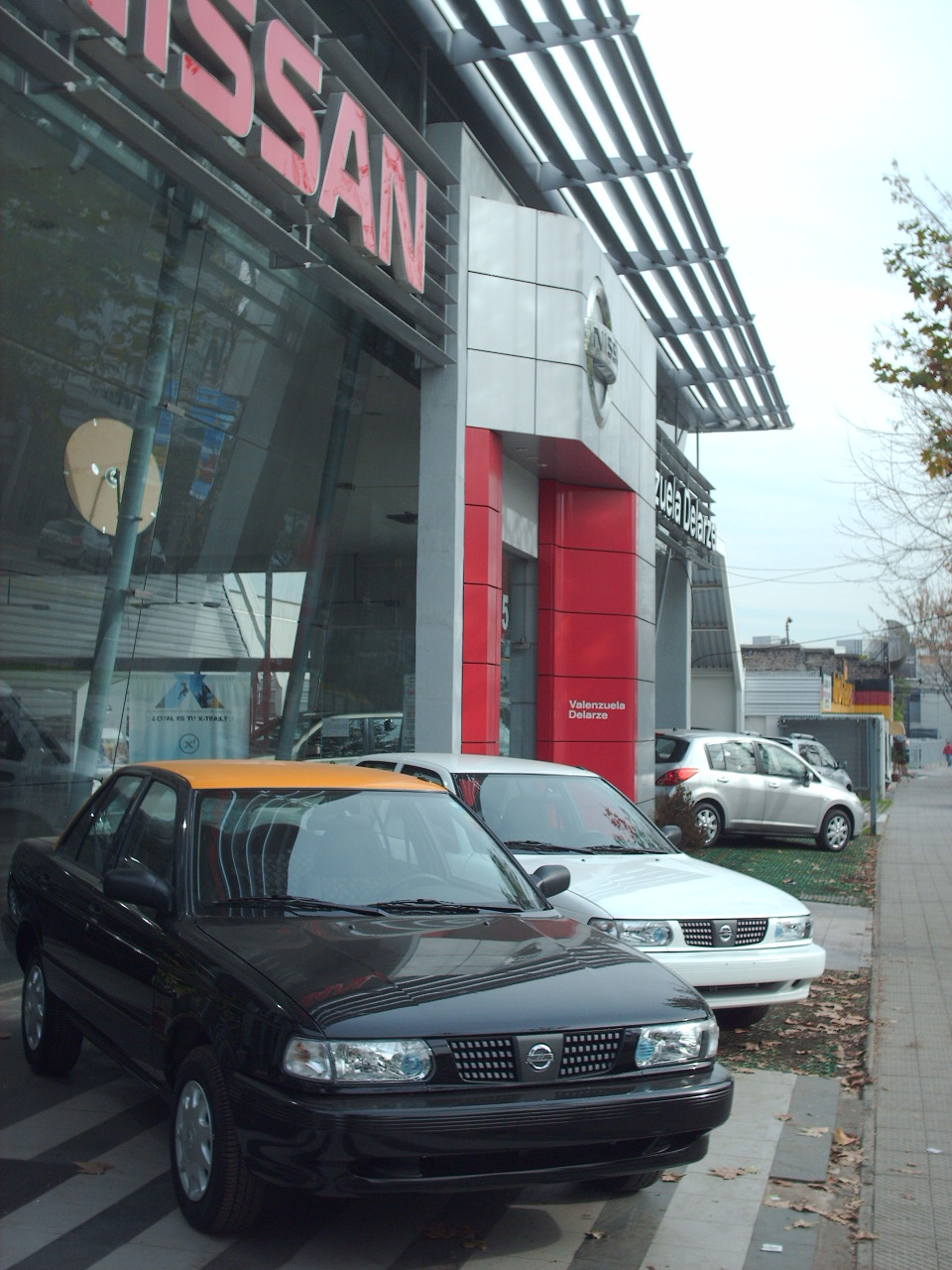
Nissan B13. Preparados para Taxis en una concesionaria de Chile.

En Chile era uno de los automóviles que más se vendía (estaba en el décimo puesto el 2004 y en el quinto el 2008) por su compatibilidad de repuestos y por lo económicos que son estos. Principalmente este auto se utiliza como herramienta de trabajo (Taxis colectivos y viajes largos), por su consumo económico de gasolina. Hacia 2017, más de 500 taxis aún utilizaban este modelo.
En sus últimos años existieron dos modelos: B3801 y B3802 (los dos varían según el equipamiento también existen el GSI y GSII).
Una nueva exigencia del ministerio de transportes de Chile como son carrocería con deformación programada, bolsas de aire y barras de protección en las puertas impide desde el año 2010 ingresar el Nissan V16 a Chile, con lo cual termina la historia, al menos en Chile, de un auto que durante 20 años fue uno de los más confiables en el territorio nacional y ahora ya es una leyenda, siendo reemplazado por el Nissan Tiida y Samsung SM3 por los taxistas en la actualidad.

### Galería
|                         |
| Nissan Sentra XE (1994) |

|                         |
| Nissan Sentra XE (1995) |

|                          |
| Nissan Sentra GXE (1994) |

|                           |
| Nissan Sentra SE-R (1994) |

## Cuarta generación (Serie B14, 1995)
Presentado el 5 de enero de 1995, el Sentra cambió de una suspensión trasera independiente a una configuración de eje de torsión. Algunas variantes no estuvieron equipadas con barra estabilizadora o frenos de disco traseros. Muchos de estos vehículos equipados con el motor 1.6 litros DOHC que tenían el Sistema de Control de Temporizador de Entrada Variable a Válvulas de Nissan (NVTCS) y transmisión manual de 5 velocidades podían llegar a entregar de 12.7 a 21.2 km/l dependiendo de las condiciones.
Esta generación además es la primera que usa el nombre Sentra en México y debido a que la generación anterior continuó fabricándose en Cuernavaca como Tsuru, la producción de esta nueva generación se trasladó a Aguascalientes. También es la primera generación del Sentra que se vende exclusivamente en forma sedán, pues el cupé se abandonó a favor de la presentación del Nissan 200SX. Este 200SX revivido también reemplazó al Nissan NX.
El Sentra B14 era un nuevo chasís, la base era bastante parecida al B13 (de hecho bastantes piezas de suspensión son intercambiables por las dimensiones de los vehículos tan parecidas), sin embargo el chasís casi en su totalidad fue cambiado. El B14 incluía 3 distintos motores, el GA16DE de 115HP (gracias al sistema VTC), el GA16DNE (en México y algunas partes de Latinoamérica) de 105HP y el SR20DE, de 145HP gracias al sistema VTC. El B14 trajo consigo no solo al Sentra, sino también a autos como el Lucino y el 200sx (ambos de dos puertas).
En países como México el B14 se mantuvo en el mercado hasta el año 2000, en el cual se dio a conocer una edición especial, la cual incorporaba parrilla cromada, faros transparentes, marcos de vidrios con cromo y calaveras e intercalaveras con reversa y direccionales distintas.
Todos los motores de la alineación del B14 venían con cadenas del tiempo, diseñadas para durar toda la vida del vehículo.
Se ofrecían varios niveles de equipamiento, Base, XE, GXE, GLE, SE y SE Limited. Base y XE venían con rines de acero de 13 pulgadas con tapones, la GXE antes de 1998 también incluía rines de 13 pulgadas. La única diferencia entre niveles es que del GXE para arriba se incluía acceso a los asientos traseros desde la cajuela, reposacabezas traseros, una manija para asistir al agarre en el lado del pasajero, tela adicional en las puertas y asientos en vez de vinil, ventanas, seguros y espejos eléctricos, etc. El GLE, SE y Edición Especial incluían algo de piel, spoiler trasero y quemacocos, así como paquetes de entrada sin llave. Todos los niveles excepto el SE y SE-R tenían el motor GA16DE de 1.6 L que producía 115 hp y 108 lbft. Los SE y SE-R recibieron el motor 2.0 L SR20DE con 140 hp. el SE-R 200SX venía con volante y palanca de cambios forrados en piel e incluso un diferencial de deslizamiento limitado hasta 1997.

### SE
El sedán venía con todas las partes de desempeño (menos el diferencial de deslizamiento limitado) en el Sentra SE de está generación se entregaba con 4puertas 1998. El sedán SE venía con el mismo motor SR20DE de 2.0 litros que el SE-R. Esta generación se ensamblaba en Smyrna, Tennessee.

### Galería
|                              |
| Nissan Sentra GXE 1998 (EUA) |

|                              |
| Nissan Sentra GXE 1999 (EUA) |

## Quinta generación (Serie B15, 2000)
Los Sentra finalmente cruzaron a la clase de auto compacto para el año 2000. Cuando se lanzó, esta nueva generación se consideró una actualización importante, comparado con el auto económico que reemplazaba. Anteriormente, la clase compacta (segmento C) había estado ocupada por el Altima, que se movió al tamaño mediano en 2001. Mientas que los primeros Sentras eran muy similares a sus gemelos Nissan Sunny de la serie B del mercado japonés, el Sentra B15 divergió enormemente del Sunny B15 (Nissan Super Sunny). La producción se movió de Smyrna, Tennessee a Aguascalientes, México, y la línea de producción en Smryna se acondicionó para fabricar el Nissan Xterra. El Sentra SE 2000-2001 con el motor SR20DE con balancín que tiene 145 hp y 136 lbft de torque ocupó la cima de la línea Sentra hasta el regreso del SE-R para el modelo 2002. El motor 1.6 L GA16DE se abandonó en favor del 1.8 L QG18DE (1809 o 1769 cc), con 126 hp, 129 lb*ft y rendimiento promedio de 14.28 km/l. Se hicieron varias actualizaciones sobre la anterior generación. El nuevo modelo tenía un interior nuevo con plásticos de más alta calidad y asientos más cómodos. El exterior también se actualizó sustancialmente y ahora incluía molduras en los laterales de la carrocería y faros transparentes. Con la presentación del B15 en el año 2000, Nissan también presentó el nivel de equipo CA 'Clean Air', solo disponible en California. Esta versión llevaba un escape doble con pared, 3 convertidores catalíticos, calentamiento rápido de catalizador y un radiador con revestimiento especial que cambia ozono al nivel de tierra (smog) en oxígeno. El modelo Sentra CA es el único vehículo propulsado a gasolina en el mundo en recibir la certificación vehículo de súper ultra baja emisión (SULEV) de la Junta de Recursos del Aire de California (CARB) y obtener créditos de cero emisiones.
En los mercados donde el Sentra B15 o Sunny no se vendía, Nissan comúnmente vendía un auto similar llamado Nissan Bluebird Sylphy (G10/N16) en Japón pero bajo otros nombres en otras partes. En Europa el Bluebird Sylphy se llamó Nissan Almera (N16) y en Australia y Nueva Zelanda, Nissan Pulsar (N16). El G10/N16 se construía sobre la misma plataforma que el B15 y tenía el mismo interior y los mismos motores.

### SE-R

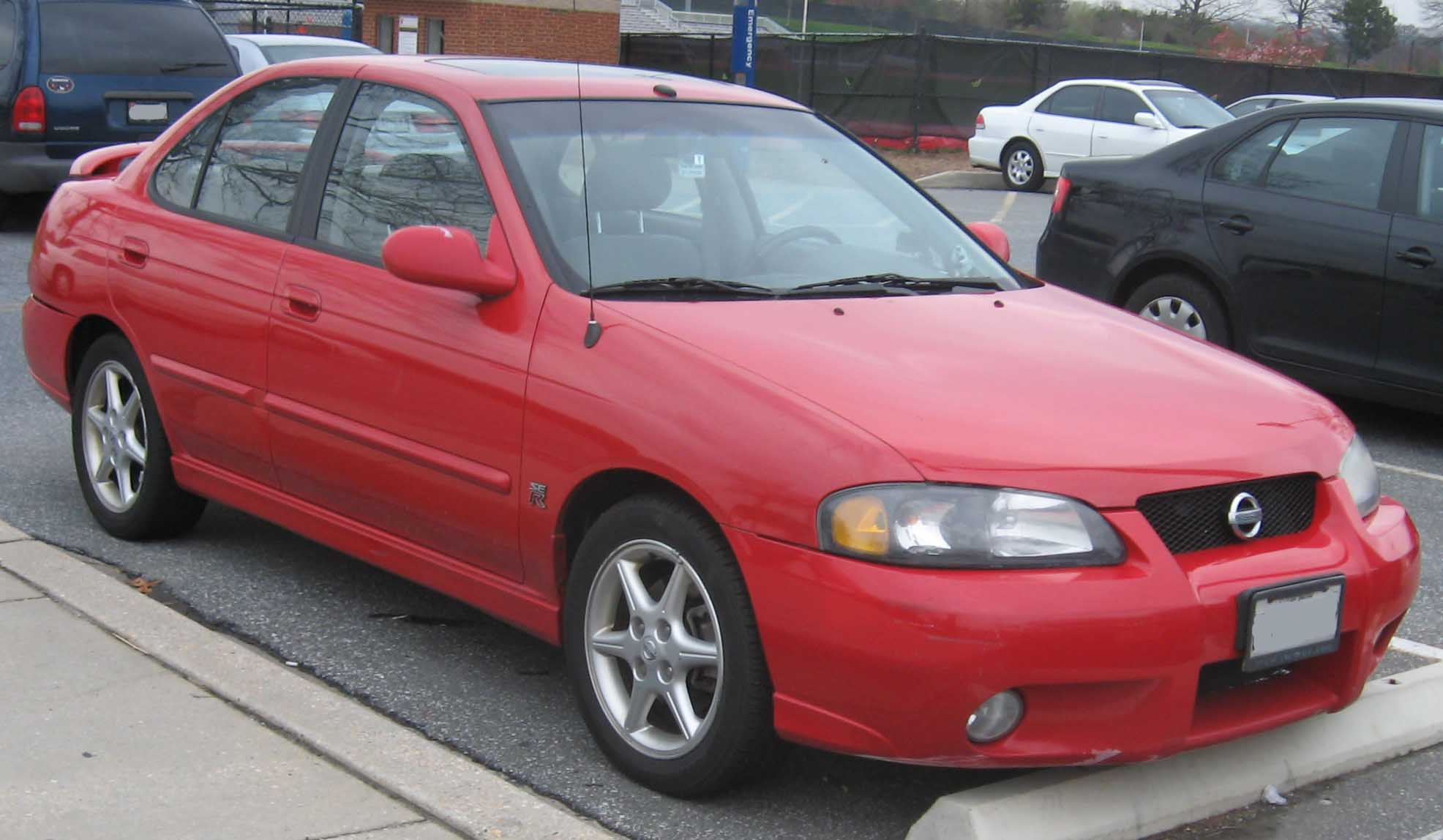
Nissan Sentra SE-R 2002–2003

Para los modelos 2002 y 2003 se presentó un nuevo SE-R potenciado por un cuatro cilindros de 2.5 litros QR25DE de 165 hp y 175 lbft. El SE-R venía con transmisión manual RS5F51A de 5 velocidades y la versión Spec V de 6 velocidades o una automática de 4 velocidades. La manual de 6 velocidades se abandonó para los modelos 2003.
Se añadió una fascia frontal más agresiva inspirada en el Nissan Skyline para los modelos 2002. Faros con carcasa negra, faros de niebla, faldones laterales, alerón trasero, silenciador doble escape y rines de aleación de aluminio de 17 pulgadas también eran estándar. Este nivel de equipamiento también tenía suspensión deportiva, volante forrado en piel y asientos de tela beige deportivos.

### 2.5 LE y 2.5S
El QR25DE no solo se añadió a los niveles de equipamiento SE-R y SE-R Spec V del Sentra B15, sino también a los Sentra 2.5LE 2003 y a los Sentra 2.5S 2004. Estas versiones no llevaban ningún semblante con los niveles SE-R; eran iguales en exterior e interior a los niveles más bajos GXE, 1.8S, incluyendo así faros transparentes, tela interior color beige y suspensión más suave que las versiones deportivas. La única transmisión disponible fue la automática de 4 velocidades. Estos niveles ofrecían la apariencia de un Sentra estándar acoplada a la potencia de un SE-R.

### Actualización del modelo 2004

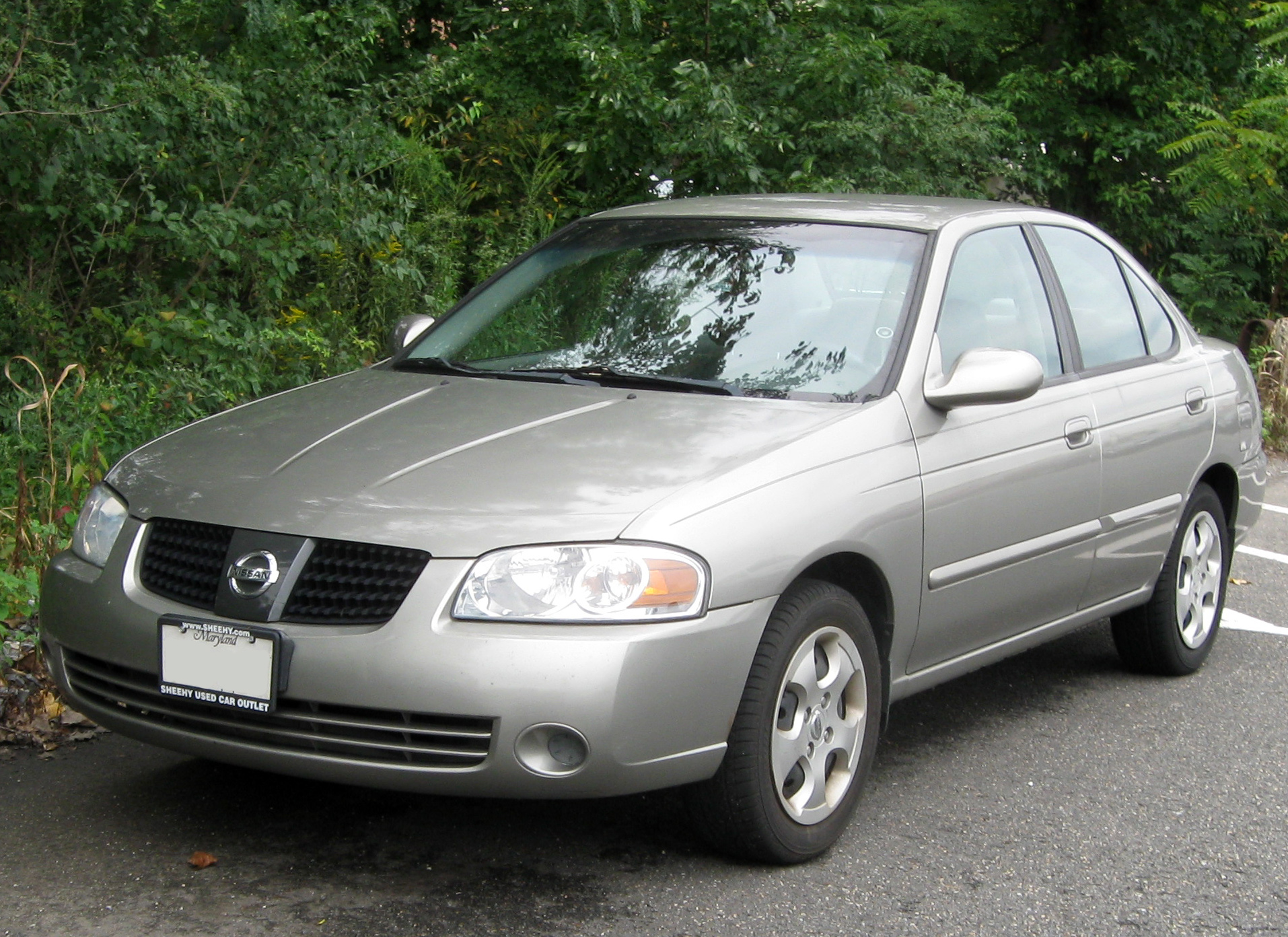
Nissan Sentra 2004–2006

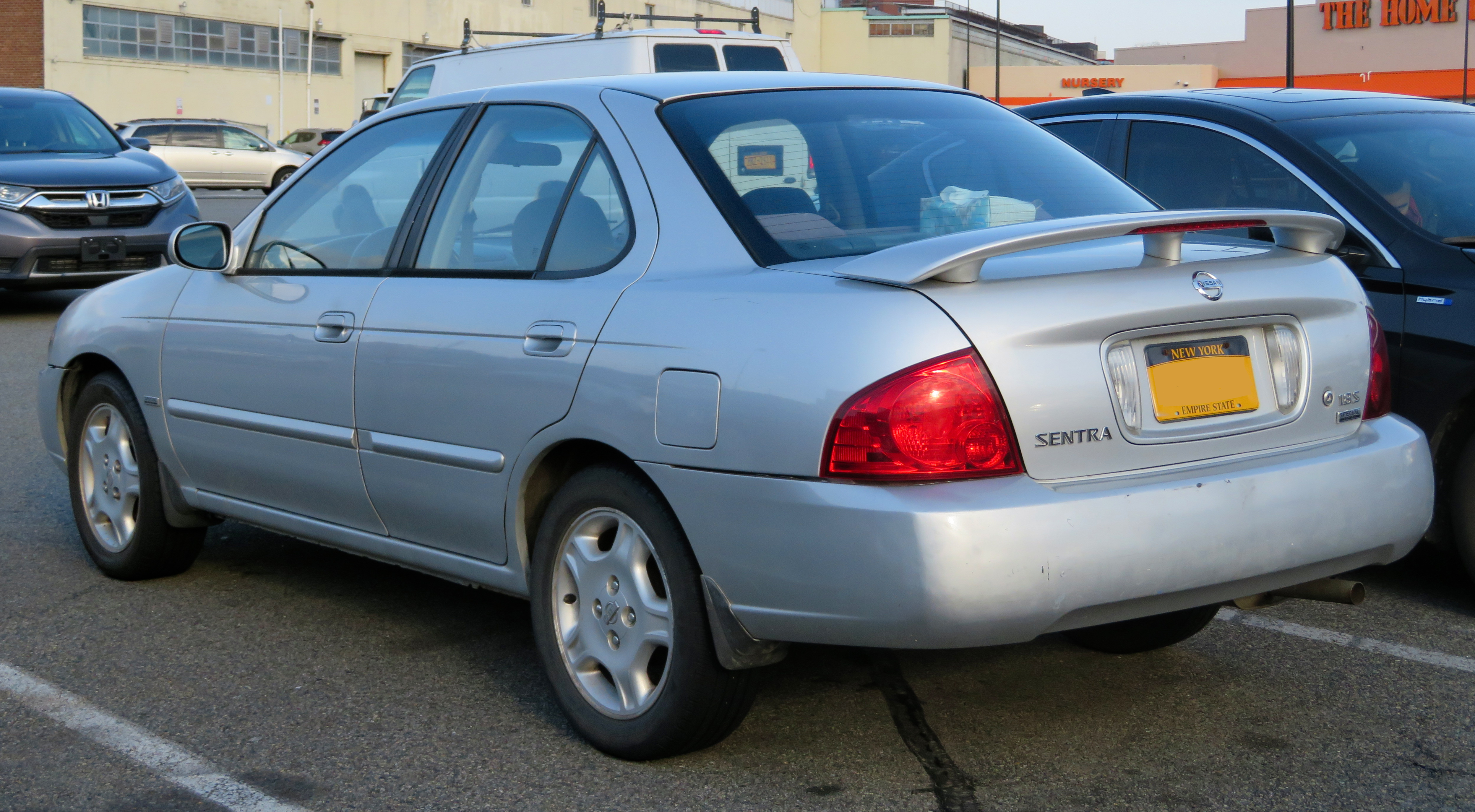
Special Edition 2005-2006 (parte trasera)

En el 2003, el modelo año 2004 de todos los Sentras recibieron un rediseño. El engranaje se cambió en los SE-R Spec V para hacer un cuarto de milla más rápido en 15.2. El SE-R venía solo con transmisión automática de 2003 a 2006 y era capaz de hacer el cuarto de milla en 16.0. Este SE-R (incluyendo el Spec-V) retuvo los faros diferentes y ganó luces traseras "humeadas".

#### Edición especial
La edición especial (Special Edition) del Sentra 1.8L se fabricó para los modelos 2005 y 2006. El exterior tenía alerón trasero, faros de niebla, parrilla frontal al estilo SE-R y ruedas de aleación de 16 pulgadas tomadas del modelo SE-R. El interior tenía un sistema de sonido de nueve bocinas Rockford Fosgate de seis discos y 320 vatios, así como interior en tela carbon y volante forrado en piel también del modelo SE-R. El único motor disponible era el OG18DE acoplado a una transmisión automática de cuatro velocidades o a algunas pocas y limitadas manuales de cinco velocidades.

## Sexta generación (Serie B16, 2006)
Nissan presentó la sexta generación del Sentra en enero de 2006 durante el North American International Auto Show 2006. Ahora considerado como un sedán de tamaño medio por la EPA, el Sentra creció en todas sus dimensiones con respecto al modelo B15, siendo reemplazado como modelo de entrada de la gama Nissan por el Nissan Versa. Esta generación se basó en la arquitectura de la plataforma C de Renault creada en 2002 que también dio vida al Nissan Rogue de primera generación, al Nissan Qashqai y además al Nissan X-Trail T31, así como a otros modelos de Renault como el Megane II y Scenic II. El motor estándar del Sentra fue un 2.0 litros de 16 válvulas y cuatro cilindros que entrega 140 hp y 147 lbft de torque. La economía de combustible para el 2.0L acoplado a la CVT es de 11 km/l en ciudad/14.4 en carretera y para la manual de seis velocidades de 10.2 km/l en ciudad/13.1 en carretera. El SE-R entrega 10.2 km/l en ciudad/12.7 en carretera con la CVT, que es su única transmisión disponible. El SE-R Spec-V entrega 8.9 km/l en ciudad/ en carretera acoplado a una manual de 6 velocidades.
En 2007 y 2008, Nissan consideró la comercialización de una versión híbrida del Sentra, especialmente cuando el precio del petróleo subió a más de $100 por barril. Sin embargo, el precio pronto se ubicó por debajo de $40, y Nissan decidió centrarse en el futuro de la celda de combustible de hidrógeno y en los vehículos eléctricos. El CEO de Renault-Nissan, Carlos Ghosn, indicó que no se intentaría hacer competir a Nissan con Toyota y Honda en términos de modelos híbridos a la venta al por menor. Esta decisión dejó a Nissan sin un producto híbrido compacto para competir con el Toyota Prius, Honda Civic Híbrido, y la entonces nueva versión del Honda Insight. El único híbrido de Nissan disponible en el mercado estadounidense, es el híbrido del Altima, que compite con el Toyota Camry Híbrido y el Ford Fusion híbrido.

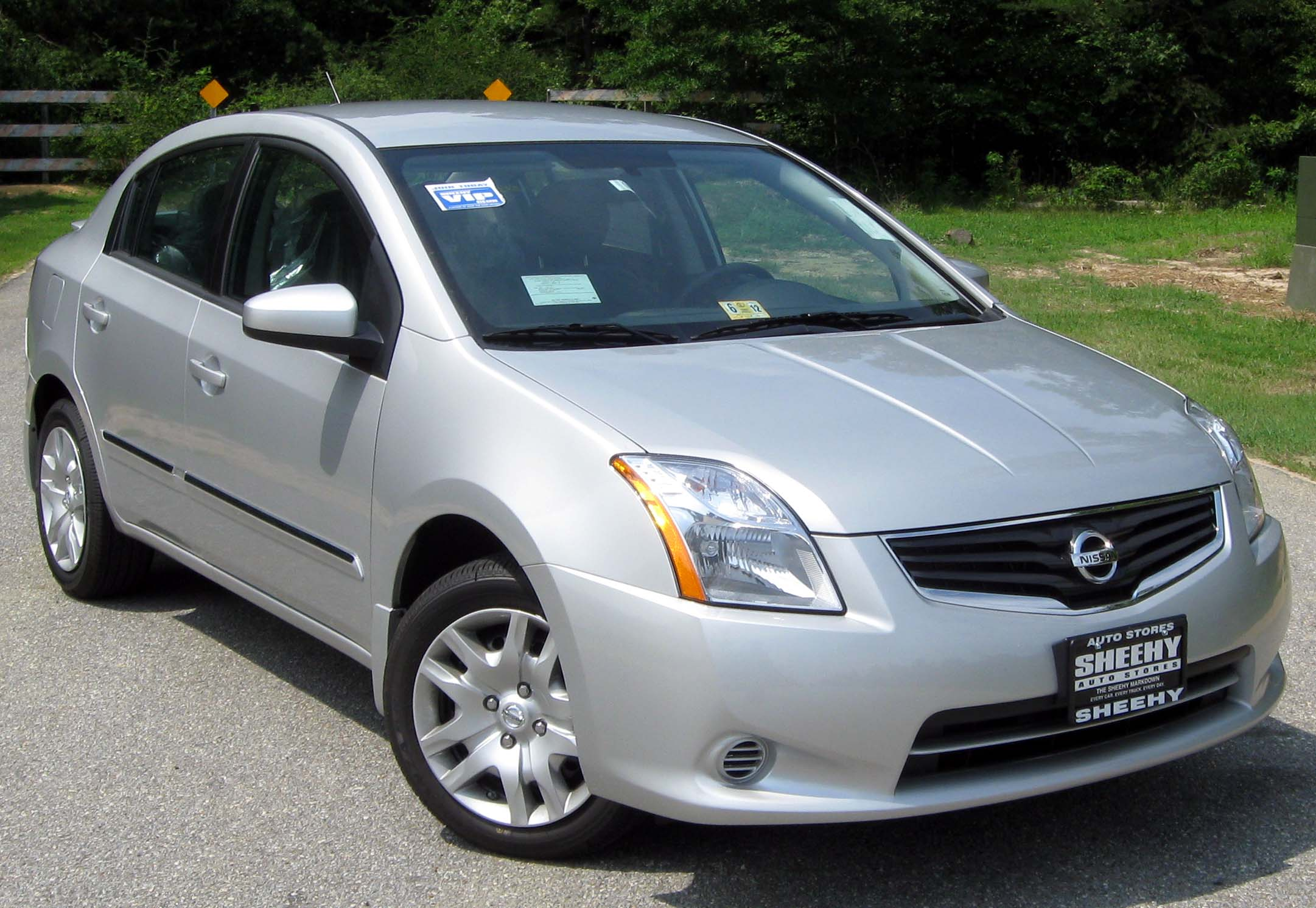
Nissan Sentra 2.0S 2011 (EUA)

En 2009 el Sentra recibió una actualización al alcanzar la mitad de su vida comercial. Entre las modificaciones realizadas se encuentran una nueva parrilla inspirada en la usada por el Altima, un aspecto interior revisado y faros ligeramente diferentes. En la parte trasera, luces nuevas y partes cromadas son los principales cambios. Se ofrecieron nuevos niveles de equipamiento para balancear los precios. Por dentro se añadió un nuevo color de luz de fondo rojo para el velocímetro y las perillas, un nuevo reproductor de CD y un sistema de navegación opcional. El nuevo sistema de audio incluía integración con iPod y USB en ciertos modelos, así como cámara de reversa. Los faros de niebla ya no eran estándar en los modelos 2.0S y SL y los asientos de piel ahora solo están disponibles como opcionales en vez de ser estándar en el modelo SL para el año 2010, lo que se reflejó en un nuevo precio más bajo. La variante de exportación para Brasil tenía un motor de combustible flexible (para funcionar con etanol) y espejos laterales retractables que se adoptaron del Nissan Versa.

### SE-R/SE-R Spec V (2007–2012)

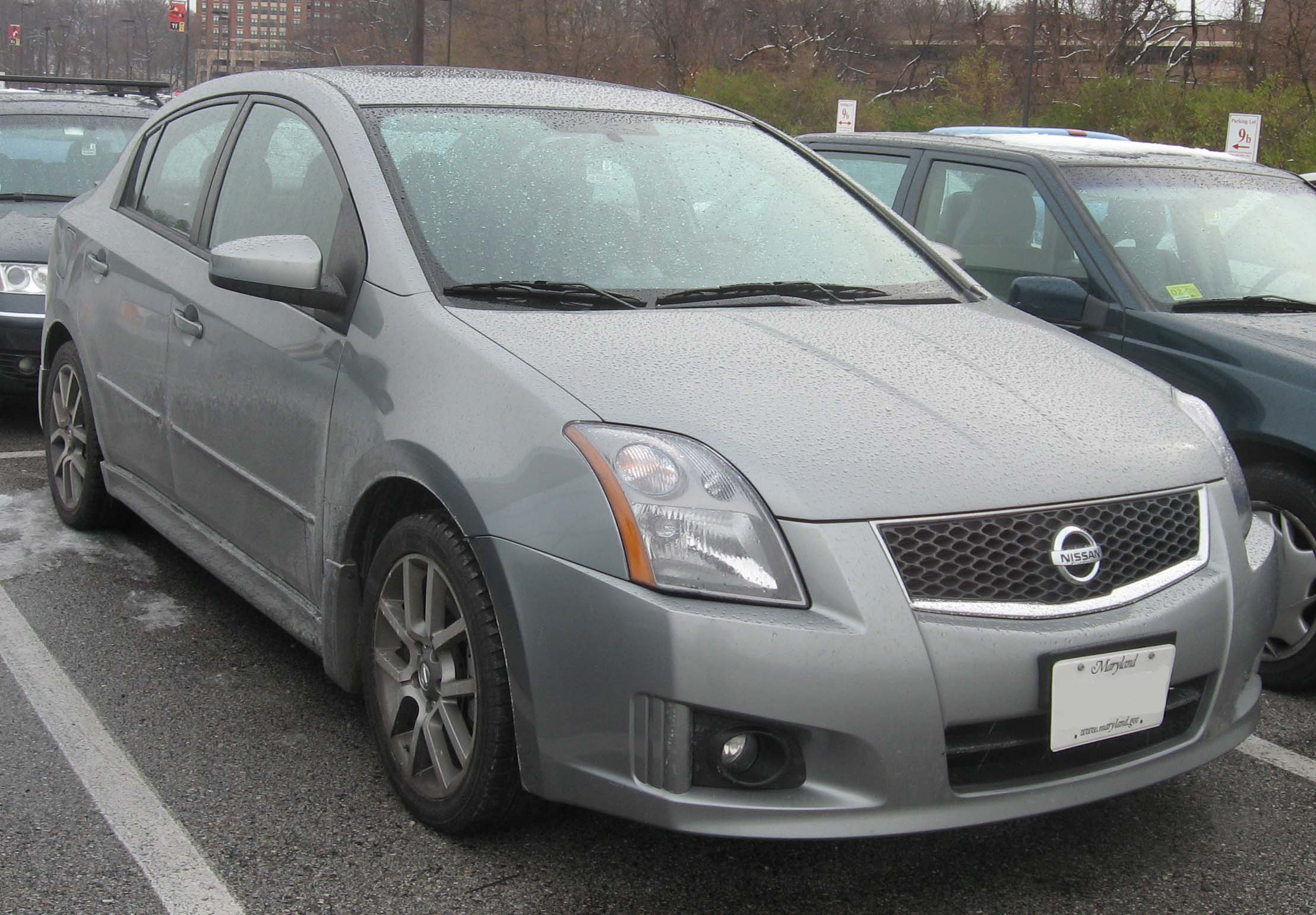
Nissan Sentra SE-R Spec-V

Nissan presentó la nueva versión del SE-R para el mercado estadounidense para el modelo 2007. El SE-R estuvo disponible en dos versiones: SE-R base y SE-R Spec V. Ambos con cuatro frenos de disco en lugar de la configuración estándar del Sentra de disco/tambor, un equipamiento interior y exterior único y ruedas de aleación de 17 pulgadas. Ambos potenciados por el motor QR25DE de 2.5 litros rediseñado. Cada modelo también venía de serie con parrilla deportiva, extensiones laterales de la carrocería más bajas, alerón trasero, faros de niebla, terminado de la punta del escape en cromo, faros y luces traseras humeadas. Algunas características del interior únicas fueron asientos deportivos negros con costuras rojas y logos SE-R, acentos de tono metálico deportivos, pedales de aluminio y indicadores dobles con visualización de la presión del aceite y sensor G. Además el Sentra SE-R de 2007 a 2012 fue el único Sentra en la alineación que no cambió el diseño de su parrilla frontal en 2009.
Se ofrecía como opcional un paquete de techo panorámico con la característica de deslizamiento eléctrico con función de inclinación, así como espejos de vanidad iluminados y dobles. Un paquete de audio, con un sistema de 6 CD Rockford Fosgate de 340 vatios y ocho bocinas (dos subwoofers, cuatro woofers de rango medio y dos tweeters) también estuvo disponible.
El modelo base SE-R tiene 177 hp a las 6000 rpm y 172 lbft a 2800 rpm y viene de manera exclusiva con una transmisión variable continua CVT Xtronic con configuración deportiva de Nissan y un volante con palancas de cambios montadas. Las mejoras en la suspensión incluyen barra estabilizadora frontal (23.0mm) y amortiguadores configurados de manera deportiva. Tenía frenos de disco ventilados de 11.7 pulgadas y discos de freno traseros de 11.5 pulgadas.
El SE-R Spec V entrega 200 hp a las 6600 rpm y 180 lbft a las 5200 rpm y viene con una transmisión manual de 6 velocidades y diferencial autoblocante opcional. Es capaz de entregar tiempos de 0 a 100 km/h de 6.7 segundos y cuarto de milla en 15.1 segundos a 139 km/h.
En la pista, las cifras de slalom resultaron en 64.7 mph y.86g en el skidpad. La compresión se aumentó a 10.5:1, comparada con 9.6:1 del SE-R base. Los frenos de disco delanteros también se incrementan a 12.6 pulgadas. Entre las mejoras a la suspensión exclusivas se incluye una suspensión deportiva con altura reducida, amortiguadores y resortes deportivos, carrocería superior reforzada, refuerzo en V montado en el maletero y una barra estabilizadora frontal más grande (25mm). Algunas características únicas del interior son cinturones frontales rojos, volante forrado en piel con costuras rojas y palanca de cambios forrada en piel. El año 2012 fue el último año para las variantes deportivas SE-R y Spec V.

## Séptima generación (Serie B17, 2012)

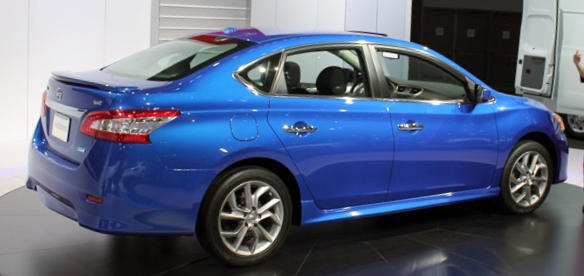
Nissan Sentra SR 2012 (B17)

Nissan presentó la séptima generación del Sentra en América del Norte en agosto de 2012 como modelo 2013. Es un Sylphy reetiquetado de los mercados chino y japonés.
El Nissan Sylphy 2013 se presentó en el Salón del Automóvil de Pekín de 2012. El diseño del carro se basa en un diseño aerodinámico y premium con faros bordeadas de LED, luces traseras con LED, tapa de la cajuela con ángulos rectos y detalles en cromo con un gran espacio interior y un maletero líder en su clase. También cuenta con llave inteligente y botón de arranque, así como control de clima bizona en ciertos mercados. Este modelo se pensó para debutar en más de 120 países alrededor del mundo para 2014.
Cuenta con frenos ABS, con EBD y asistente de frenado (BA) con opción a frenos de disco en las 4 ruedas, control de estabilidad, 6 bolsas de aire, audio básico con pantalla a color de 4.3" con opción a un sistema Bose con Pantalla de 5.2" y navegador, 6/8 bocinas y cámara para estacionarse en reversa, iluminación con LEDs en la parte posterior y acentos en los faros, así como vestiduras de piel en la versión más equipada. A comparación del modelo anterior el motor baja de cilindrada de 2.0 a 1.8 L con una potencia de 129 hp a las 6000 rpm y un torque de 128 lb-ft a las 3600 rpm, todas las versiones pueden venir equipadas con transmisión manual de 6 velocidades o X-tronic CVT.
Para el mercado mexicano llegó con menos equipo de seguridad por el mismo precio que en el mercado americano[cita requerida] (únicamente 2 bolsas de aire, frenos de tambor traseros sin opción a discos y sin control de estabilidad) a pesar de que todos los Sentras son fabricados en la planta de Nissan en Aguascalientes, México. Estos detalles lo hicieron quedar rezagado frente a sus rivales en el mercado mexicano, más sólo en seguridad y equipamiento, no así en ventas, gracias en parte a su competitivo precio y a los buenos planes de financiamiento de Nissan.
En el Salón del Automóvil de Los Ángeles 2016 se presentó una versión deportiva denominada Nissan Sentra Nismo, con un motor 1.6 litros turbocargado con 188 hp y 177 lbft de torque.
En el año 2019, el Sentra fabricado en México se convirtió en cuarto vehículo más fabricado del país durante ese año con 189 501 unidades.

## Octava generación (Serie B18, 2020)
La octava generación del Sentra se reveló en noviembre de 2019 en el Salón del Automóvil de Los Ángeles de 2019. Todavía está basado en el Nissan Sylphy de cuarta generación para el mercado chino y salió a la venta en los Estados Unidos a finales de enero de 2020
Estrena plataforma y adopta las agresivas líneas de diseño de Altima y Versa. Puertas adentro, el nuevo Nissan Sentra 2020 promete calidad de materiales y ensamble mucho más cercano a los premium, y elementos de equipamiento como una pantalla táctil de 8 pulgadas con Nissan Connect que es compatible con Apple Carplay y Android Auto. Bajo el cofre, estrena un motor 2.0 litros de 149 hp y 146 lb-pie de torque, una ganancia del 20 y 16 % respectivamente en comparación con el 1.8 litros del modelo anterior.
En seguridad, integra el Nissan Safety Shield 360 que incluye tecnologías como: Frenado de emergencia con detección de peatones, frenado automático en reversa, asistente de luces altas, 10 bolsas de aire, advertencia de colisión frontal, etc. Hizo su debut oficial en el mercado mexicano a principios de junio de 2020.
Se presentó originalmente como el Sylphy de cuarta generación el 16 de abril de 2019 en el decimoctavo Salón del Automóvil de Shanghái.
El motor 2.0 L MR20DD reemplazó al 1.8 L MR18DE de la generación anterior y no ofrece opción de transmisión manual para América del Norte. El 1.6 L HR16DE todavía está disponible en algunos mercados asiáticos. Una suspensión trasera independiente remplaza a la suspensión de eje de torsión trasero encontrado en las tres generaciones anteriores del Sentra (algunos mercados asiáticos mantienen eje de torsión trasero).

### América del Norte
Nissan presentó la octava generación del Sentra para el mercado estadounidense en el Salón del Automóvil de Los Ángeles en noviembre de 2019. Está potenciado por un motor a gasolina de cuatro cilindros en línea MR20DD de 2.0 litros, naturalmente aspirado. Este produce 149 hp y 146 lb ft de torque junto con la transmisión continuamente variable (CVT) X-Tronic de Nissan.

#### Niveles de equipamiento
El Nissan Sentra B18 está disponible en tres niveles de equipamiento: S, SV y SR. Todos los Sentra incluyen un esquema de color interior en carbón (negro).
El nivel de equipo S incluye cosas como aire acondicionado, sistema de infotenimiento con pantalla táctil de siete pulgadas con capacidades bluetooth completas, rines de acero de 16 pulgadas con cobertura de plástico, superficies para sentarse en tela, sistema de audio de cuatro bocinas, espejos y seguros eléctricos, acceso sin llave, sistema de arranque con botón y la suite de seguridad de Nissan Safety Shield 360 para ofrecer tecnologías de asistencia a la conducción.
El nivel de equipo SV añade a las características del S cosas como radio satelital con una prueba de suscripción de paga, sistema de audio de seis bocinas, el sistema de infotenimiento con pantalla de ocho pulgadas NissanConnect y sus servicios, el sistema de acceso inteligente con llave de Nissan y botón de arranque, un sistema de arranque remoto del vehículo e integración con Apple CarPlay y Android Auto. El paquete SV Premium añade superficies para sentarse forradas en piel clara y asientos delanteros calefactables, neumáticos de 17 pulgadas con rines de aleación de aluminio y techo corredizo eléctrico.
El nivel de equipo SR añade sobre el SV características como neumáticos de 18 pulgadas con rines de aleación de aluminio y una combinación de materiales en tela y leatherette con costuras naranjas en todo el interior. El paquete SR Premium añade leatherette completo en todas las superficies para sentarse, un sistema de audio prémium Bose de ocho bocinas con amplificador y asientos delanteros con calefacción. La pintura exterior también se puede pedir en dos tonos de manera opcional en el nivel de equipamiento SR.

### Producción
Pese a haber sido diseñado en Japón, su manufactura se produce en la planta de Aguascalientes A2 con más del 80 % de integración regional. Además del éxito en México, el Nissan Sentra se exporta a más de 28 países: Estados Unidos, Canadá, Centro y Sudamérica además de Medio Oriente, son los principales destinos, donde además puede recibir los nombres de Pulsar o Sylphy.
Para el inicio de producción de la nueva generación del nuevo Nissan Sentra, se realizó una inversión de $244 millones de dólares en la planta de Aguascalientes A2. De los cuales 74 % fueron destinados al desarrollo y producción de la nueva generación del motor y el restante 26 % en acondicionamiento de la línea de producción para la fabricación del vehículo.